# Лю Дачжун
Лю Дачжу́н (кит. 劉大中, пиньинь Liú Dàzhōng, палл. Лю Дачжун; по Уэйду-Джайлзу Ta-Chung Liu; 27 октября 1914, Пекин, Китай — 14 августа 1975, Итака, Нью-Йорк (штат), США) — китайский и американский экономист, профессор экономики Корнеллского университета.

## Биография
Родился 27 октября 1914 года в Пекине.
Изучал гражданское строительство на инженерно-строительном факультете в 1932—1936 годах и в 1936 году получил степень бакалавра наук по машиностроению в Университете Цзяотун (ныне Юго-западный университет Цзяотун). Отправился в США, где в 1937 году получил степень магистра наук по железнодорожному машиностроению в Корнеллском университете. Под влиянием приглашённого профессора экономики Фрица Махлупа обратился к экономике и в 1940 году был удостоен степени доктора философии по экономике в Корнеллском университете. Тема диссертации была «Исследование теории планирования отдельной фирмы в динамических условиях» под научным руководством профессора экономики Дональда Инглиша (27.12.1885 — 09.07.1974).
Научно-исследовательскую деятельность начал как сотрудник Брукингского института в 1940—1941 годах, а затем был консультантом, заместителем коммерческого советника китайского посольства в Вашингтоне в 1941—1947 годах. В 1944 году был членом китайской делегации на Бреттон-Вудской конференции. В 1947 году вернулся в Пекин, заняв должность профессора экономики в Университете Цинхуа в 1947—1948 годах. В конце 1948 года покинул Китай из-за гражданской войны и перебрался в США, где стал сотрудником Международного валютного фонда в 1948—1954 годах. По рекомендации Фрица Махлупа становится профессором экономики в Университете Джонса Хопкинса в 1954—1958 годах. Затем полным профессором в 1958—1964 годах, профессором кафедры Голдвин Смит в 1964—1975 годах в Корнеллском университете.
Консультировал корпорацию RAND, был членом эконометрического общества, комитета экономики Китая, учреждённого Советом социальных исследований, вместе с другим экономистом, Цзян Шоцзе, был советником правительства Тайваня в 1954 году и в 1964 году, председателем комиссии налоговой реформы Тайваня в 1968—1970 годах.
Лю Дачжун совершил двойное самоубийство вместе с женой 14 августа 1975 года после диагностирования у него рака желудка.

## Память
В знак признания Исследовательский институт по экономике Беккера Фридмана при Чикагском университете учредил в 2014 году стипендию имени Дачжуна Лю.

## Награды
2 июля 1970 — Орден Бриллиантовой звезды с большим кордоном второго класса от правительства Тайваня.